# Theologische Hochschule Ewersbach
Die Theologische Hochschule Ewersbach (zunächst Predigerseminar Ewersbach, dann Theologisches Seminar Ewersbach) ist eine staatlich anerkannte Hochschule für angewandte Wissenschaften in freikirchlicher Trägerschaft. Sie bietet berufsbezogene Studiengänge in evangelischer Theologie an (Bachelor of Arts und Master of Arts). Die Hochschule gehört zum Bund Freier evangelischer Gemeinden in Deutschland KdöR und bildet in erster Linie Pastoren, Missionare und Gemeindereferenten für evangelische Freikirchen und deren Einrichtungen aus.

## Geschichte

### Anfänge in Wuppertal-Vohwinkel
Seit der Gründung des Bundes Freier evangelischer Gemeinden im Jahr 1874 war über die Einrichtung einer eigenen Ausbildungsstätte für die hauptamtlichen Prediger nachgedacht worden. Im Jahr 1912 wurde durch Otto Schopf eine Predigerschule ins Leben gerufen. Der Unterricht fand zunächst in den Räumen der Freien evangelischen Gemeinde Vohwinkel (heute ein Stadtteil von Wuppertal) statt. Der Erste Weltkrieg setzte der Predigerschule vorübergehend ein Ende. 1919 startete man neu mit einem auf vier Jahre angelegten „Lehrgang“. Nationalsozialismus und Zweiter Weltkrieg hinterließen tiefe Spuren. 1939 musste die Ausbildungsstätte geschlossen werden, fast alle Studierenden wurden zum Wehrdienst eingezogen. Bald wurde das Schulhaus vom Militär mit Beschlag belegt, später fanden hier ausgebombte Familien ein Dach über dem Kopf.

### Neugründung in Dietzhölztal-Ewersbach
Im Jahr 1946 wurde beschlossen, das Predigerseminar in Ewersbach (heute Teil der Gemeinde Dietzhölztal im Lahn-Dill-Kreis) neu zu eröffnen, wo das Gelände eines ehemaligen Reichsarbeitsdienstlagers angekauft worden war. Zunächst dienten einige Baracken als Wohn- und Lehrgebäude. Erst 1959 wurde ein neues Seminargebäude errichtet. Im Jahr 2007 zog das inzwischen umbenannte „Theologische Seminar Ewersbach“ in das neu erbaute Kronberg-Forum um.

### Anerkennung als Hochschule
In einem mehrjährigen Prozess wurde der Antrag auf Anerkennung als nichtstaatliche Fachhochschule vorbereitet und 2010 gestellt. Am 27. September 2011 verlieh das Hessische Ministerium für Wissenschaft und Kunst der Ausbildungsstätte den Status einer staatlich anerkannten Hochschule. Damit erfolgte die Umbenennung in „Theologische Hochschule Ewersbach“. Die Anerkennung war zunächst bis September 2016 befristet und wurde im Oktober 2016 sowie 2021 erneut um weitere fünf Jahre verlängert.

## Profil
Das Profil des Studiums ist über die Begriffe Wissenschaftlichkeit, Praxisbezug und Persönlichkeitsbildung charakterisiert. Zum Studium gehören die Anleitung zu einem selbständigen und kritischen theologischen Denken, das Erwerben von praktischen Fertigkeiten in studienbegleitenden Praktika sowie qualifizierte Angebote zur Persönlichkeitsentwicklung.
Im Blick auf die Bekenntnisbindung formuliert das Leitbild der Hochschule wie folgt:

„Die Theologische Hochschule Ewersbach arbeitet in der Bindung an das Evangelium von Jesus Christus, wie es in der Heiligen Schrift bezeugt ist, auf der Grundlage des Apostolischen Glaubensbekenntnisses, in Anschluss an das Evangeliumsverständnis der Leuenberger Konkordie und in Übereinstimmung mit der Präambel der Verfassung des Bundes Freier evangelischer Gemeinden in Deutschland KdöR.…
Die Arbeit der Theologischen Hochschule Ewersbach ist daran orientiert, dass dem Menschen aus biblisch-theologischer Sicht eine einzigartige und unverlierbare Würde zukommt, weil Gott ihn zu seinem Ebenbild geschaffen hat. Die Hochschule nimmt solidarisch Verantwortung im freiheitlichen, demokratischen und sozialen Rechtsstaat wahr und tritt friedfertig für die christlichen Grundlagen und Werte unserer Kultur zur Förderung des Einzelnen und der Gesellschaft in Achtung der Menschenwürde ein.“

Die Aufgabe der Theologischen Hochschule Ewersbach liegt schwerpunktmäßig auf der wissenschaftlichen Ausbildung für einen hauptamtlichen pastoralen Dienst in Gemeinde und Mission. Dazu garantiert der kirchliche Träger der Hochschule gemäß der Weimarer Reichsverfassung und gemäß dem Grundgesetz die Freiheit von Forschung und Lehre.

## Studium
Die Theologische Hochschule Ewersbach bietet die folgenden Studiengänge und Abschlüsse an:
- Bachelor of Arts in evangelischer Theologie, mit Griechisch, Regelstudienzeit sechs Semester, Berufsziel Jugendreferent, Gemeindereferent, Aufgaben in Mission und Diakonie
- Bachelor of Arts in evangelischer Theologie, mit Griechisch und Hebräisch, Regelstudienzeit sechs Semester, zur Fortsetzung mit dem
- Master of Arts in evangelischer Theologie, Regelstudienzeit vier Semester, Berufsziel Pastor, Missionar und andere leitende Aufgaben in Gemeinde und Mission.

Das Studium umfasst die für die evangelische Theologie üblichen Fächer Altes Testament, Neues Testament, Kirchengeschichte, Systematische Theologie und Praktische Theologie sowie die Missionswissenschaft. Die Studienvoraussetzungen sind durch das Hessische Hochschulgesetz (§ 54) geregelt. Wer die Voraussetzungen nicht vollumfänglich erfüllt, kann dennoch an der Hochschule studieren, allerdings ohne staatlich anerkannte Abschlüsse zu erhalten. Die Studiengebühren betragen zur Zeit 960 € pro Semester. Ein Teil der Studiengebühren kann vom Bund freier evangelischer Gemeinden als zinsloses Darlehen übernommen werden, ein weiterer Teil kann durch Aufwandsentschädigungen für ehrenamtliche Dienste abgedeckt werden, die an der Hochschule geleistet werden können.

## Lehrende
Der Unterricht wird von neun vollzeitlichen Dozenten und weiteren 17 Lehrbeauftragten verantwortet (Stand 2021).
- Andreas Heiser (Rektor, Kirchengeschichte)
- Julius Steinberg (Prorektor, Altes Testament)
- Markus Iff (Systematische Theologie)
- Christiane Henkel (Pädagogik)
- Michael Schroth (Praktische Theologie)
- Gert J. Steyn (Neues Testament)
- Johannes Reimer (Missionswissenschaft, Interkulturelle Theologie)
- Arndt Schnepper (Praktische Theologie)
- Matthias Ehmann (Missionswissenschaft, Interkulturelle Theologie)

## Forschung
- Theologisches Gespräch: Freikirchliche Beiträge zur Theologie. Vierteljährlich erscheinende theologische Fachzeitschrift, herausgegeben von der Theologischen Hochschule Ewersbach in Kooperation mit der Theologischen Hochschule Elstal. Oncken-Verlag/Blessings 4 you Kassel, 1977f. ISSN 1431-200X.
- Theologische Impulse. Herausgegeben von Wilfrid Haubeck und Wolfgang Heinrichs. SCM Bundes-Verlag Witten. (Monografische Reihe)